# 杨先龙
杨先龙（1960年—），湖北荆州人，汉族，中华人民共和国政治人物、第十二届全国人民代表大会湖北地区代表。
毕业于湖北省企业职工中等专科学校经济管理专业。加入中国共产党。担任荆州区拍马村党委书记、拍马纸业集团公司董事长兼总经理。2008年起担任全国人大代表。2013年，担任全国人大代表。